# Посмертное охлаждение
Посме́ртное охлажде́ние (лат. algor mortis) — процесс постепенного снижения температуры трупа вследствие прекращения выработки эндогенного тепла организмом после наступления биологической смерти.
У живого человека температура тела в подмышечной впадине находится в пределах от +36,4° до +36,9° С. Температура ядра тела выше, в норме она составляет 37,2 °C .
Постоянная температура теплокровного организма обеспечивается процессами выработки тепла вследствие химических процессов и терморегуляции. После наступления биологической смерти эти процессы постепенно прекращаются, температура трупа начинает снижаться, выравниваясь с температурой окружающей среды.
Температура зависит также от эмоционального состояния.
Температура тела в момент смерти человека может быть как выше указанной нормы, так и ниже неё. По данным некоторых исследователей, температура трупа может повышаться сразу после наступления смерти на 1C°-3C°. В связи с этим выделяют гипо-, нормо- и гипертермические типы посмертного охлаждения.

## Скорость охлаждения
Скорость охлаждения трупа зависит от многих внешних и внутренних факторов.

### Внешние факторы
- Температура окружающего воздуха.
- Температура, теплоёмкость и теплопроводность тел, с которыми контактирует труп (т. н. подложка).
- Влажность воздуха.
- Движение воздуха.
- Одежда и иные предметы, изолирующие труп от внешней среды.
- Наличие внешнего источника инфракрасного излучения (прямые солнечные лучи и т. п.).

### Внутренние факторы
- Первоначальная температура (на момент наступления смерти).
- Масса трупа.
- Степень выраженности подкожной жировой клетчатки.
- Наличие кровопотери.
- Эмоциональное состояние.

## Значение и методы оценки
Охлаждение нагретых физических тел происходит по экспоненциальному закону, что позволяет построить математическую модель процесса, и, следовательно, вычислять ряд его параметров. Математические модели посмертного охлаждения используются в судебной медицине для установления давности наступления смерти.

### Модели посмертного охлаждения
- Линейная
- Параболическая
- Логистическая
- Экспоненциальная

Использование линейной, параболической или логистической зависимостей недопустимо на практике, так как расчет по данным моделям сопровождается формированием значительной погрешности, что приводит к принципиальной невозможности точного установления давности наступления смерти. Для практического применения в рамках теплового способа установления давности наступления смерти с целью достижения минимальной погрешности расчёта можно рекомендовать только модели, основанные на экспоненциальной зависимости.
Одной из самых распространенных в мире моделей посмертного охлаждения трупа является двухэкспонентная модель охлаждения трупа Брауна-Маршалла (Brown and Marshall) в модификации К. Хенссге. Позволяет устанавливать давность наступления смерти в зависимости от массы тела, ректальной температуры, температуры и влажности окружающей среды, наличия и вида одежды.
В 2011 году опубликована новая медицинская технология «Диагностика давности наступления смерти термометрическим способом в раннем посмертном периоде» (Кильдюшов Е.М., Вавилов А. Ю., Куликов В. А., 2011) Используется для определения давности наступления смерти на основании двух- или четырёхкратного замера температуры прямой кишки, печени или головного мозга.